# Segundas nupcias

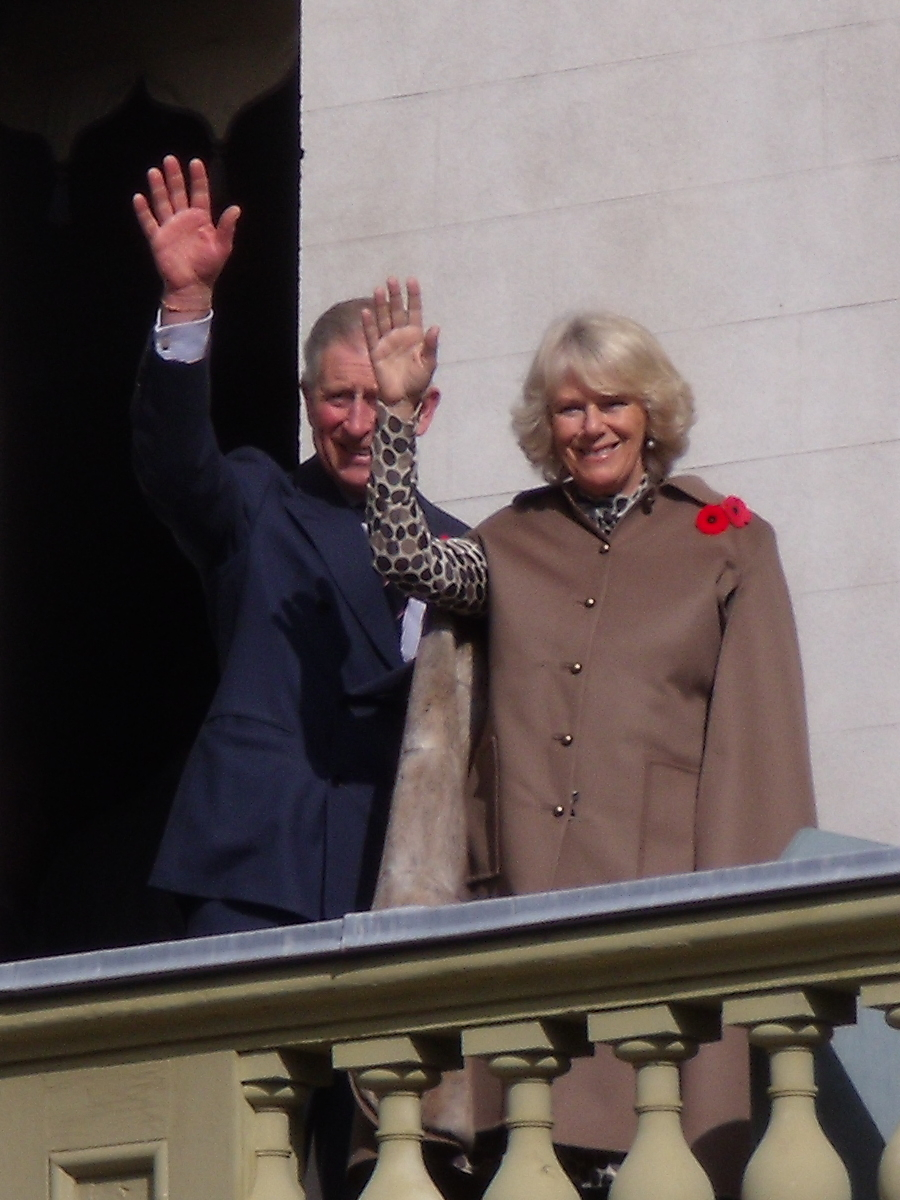
El rey Carlos III junto a su mujer de segundas nupcias, la reina consorte Camila

Segundas nupcias (del latín: nuptiæ secundæ) es la celebración de un nuevo matrimonio por parte de una persona que estuvo casada. Por regla general, para contraer segundas nupcias es necesario tener el estado civil de soltero, viudo o divorciado, descartando de esta manera la bigamia, que normalmente es un delito en las legislaciones, y tratándose de la mujer embarazada, esperar hasta el parto.[cita requerida]

## Historia
En la Antigua Grecia se permitía la celebración de un segundo matrimonio si el marido moría prematuramente o el matrimonio terminaba en divorcio, pero ya no se celebraban las ceremonias y ritos del primero, ya que esas ceremonias se realizaban en relación con la virginidad de la novia.
En Roma las viudas no podían contraer nuevo matrimonio dentro del año de luto. Si violaban esta prohibición incurrían en infamia la mujer, su nuevo marido y los ascendientes que en razón de la patria potestad hubieran autorizado el matrimonio.
En la Edad Media, bajo una fuerte influencia del cristianismo fundamentalista de la época, las sociedades europeas no permitían que la viuda contrajera matrimonio por segunda vez y si lo hacía podía perder la tutela de sus hijos.
El concilio de Trento, en el siglo XVI, encontró una disciplina matrimonial ya consolidada, absolutamente contraria a las segundas nupcias que, en cambio, en el ínterin, habían entrado en uso en las Iglesias de Oriente. Algunos obispos propusieron leer en Mateo 19, 9 y en algunos textos patrísticos una autorización a las segundas nupcias, pero su tesis fue rechazada.
Durante la Edad Moderna igualmente existe una visión negativa hacia las segundas nupcias. La respuesta de la comunidad fueron las cencerradas. Este fenómeno, propio de toda la Europa moderna, adquirió diferentes nombres según el territorio: charivari en Francia; las llamadas cencerradas en la Monarquía hispánica; la mattinata italiana (también llamada capramarito); o skimmington ride o rough music en Inglaterra. Estas conductas eran comunes tanto en el campo como en la ciudad y compartían ciertas formas: instrumentos, ruidos, canciones, palabras groseras y, a veces, disfraces. El objeto de las burlas de la escandalosa comitiva (generalmente formada por jóvenes) podía ser cualquier miembro de la comunidad que hubiera infringido las reglas de conducta del grupo y, entre otros, las viudas fueron uno de los blancos preferidos. De hecho fue un indicativo más del descontento que las segundas nupcias de viudas, y no tanto de viudos, generaban entre la población. Este rechazo se producía porque la comunidad veía las segundas nupcias de las viudas como un ataque a la seguridad de los hijos del primer matrimonio. La viuda que volvía a casarse debía renunciar a la tutela de sus pequeños.
En los últimos tiempos, las cifras revelan que 7 de cada 10 parejas que han contraído segundas nupcias se divorcia.

## Punto de vista religioso

### Antiguo Testamento
En el Antiguo Testamento es posible ver que la ley ordenaba al hermano del difunto casarse con la viuda: «Si dos hermanos viven juntos y uno de ellos muere sin tener hijos, la mujer del difunto no irá a casa de un extraño, sino que la tomará su cuñado para cumplir el deber del cuñado» (Deuteronomio 25:5).

### Nuevo Testamento
A diferencia de lo que ocurre con el Antiguo Testamento, en el Nuevo Testamento Jesús enseña que «Cualquiera que repudia a su mujer y se casa con otra, comete adulterio contra ella; y si la mujer repudia a su marido y se casa con otro, comete adulterio» (Marcos 10:11-12). Con ello la Iglesia católica condenará el divorcio y, consecuentemente, las segundas nupcias por dos mil años.
Los cambios socioculturales del siglo XX harían que la iglesia reafirmara esta posición en la década de los 60, a través del Concilio Vaticano II, planteándolo como una urgente necesidad de considerar al matrimonio, «Esta íntima unión, como mutua entrega de dos personas, lo mismo que el bien de los hijos, exigen plena fidelidad conyugal y urgen su indisoluble unidad». La exigencia de un matrimonio para toda la vida y la exclusión del divorcio es reafirmada en la constitución pastoral: «Este amor, ratificado por la mutua fidelidad y, sobre todo, por el sacramento de Cristo, es indisolublemente fiel, en cuerpo y mente, en la prosperidad y en la adversidad, y, por tanto, queda excluido de él todo adulterio y divorcio».
Ya en los últimos años, la Iglesia católica ha experimentado un proceso de apertura y acercamiento hacia las personas divorciadas que se casan por segunda vez. De esta forma, las segundas nupcias son una segunda oportunidad de vivir y amar de nuevo, otra oportunidad de salvar una vida rota. («Catholic Remarriage», pág. 40).

## Punto de vista jurídico
Como una forma de proteger a los menores, usualmente las legislaciones exigen a quienes deseen volver a casarse y que tengan hijos de precedente matrimonio bajo su patria potestad, tutela o curaduría, proceder a realizar un inventario de los bienes que esté administrando y les pertenezcan como herederos de su cónyuge difunto o con cualquiera otro título. Esta obligación se encuentra consagrada en los siguientes textos legales:
- Artículo 693 del Código Civil argentino.
- Artículo 124 del Código Civil chileno.
- Artículo 169 del Código Civil colombiano.
- Artículo 243 n.º 2 del Código Civil peruano.
- Artículo 113 del Código Civil uruguayo.
- Artículo 110 del Código Civil venezolano.